# コンスタニェヴィツァ・ナ・クルキ
コンスタニェヴィツァ・ナ・クルキ(スロベニア語: Kostanjevica na Krki、ドイツ語: Landstraß)またはコンスタニェヴゥツァ・オブ・クルキ(スロベニア語: Kostanjevica ob Krki)はスロベニアの都市およびそれを中心とした基礎自治体で、伝統的にドレンスカ地方に含まれる。今日ではスポドニェポサヴスカ地域に含まれている。町はゴリャンツィ丘の北麓に位置しクロアチアとの国境に近く、町全体はクルカ川の中島で「低カルニオラのヴェネツィア」（Dolenjske Benetke）としてスロベニアでは推奨されている。

## 歴史
町は文化的、歴史的遺産として保護されている。コンスタニェヴゥツァはこの地域では一番古い歴史がある町で、13世紀初めケルンテン公国の君主ベルンハート・フォン・シュパンハイム (en) によってカルニオラ辺境伯にシトー会のフォンス・ザンクタ・マリア修道院（Fons Sanctae Mariae）が設立され、アクレイア総大司教 (en) やメラニア公国 (en) に対抗した。
コンスタニヴィツァの集落が初めて言及されたのは1210年の中世ドイツ都市法 (en) で、市場町としての権利を1249年に受けている。中世後期、ハプスブルク家のオーストリア大公国により保持されカルニオラ公国の重要な交易の中心となった。オスマン帝国のヨーロッパへの侵入 (en) により15世紀と16世紀にいく度か侵害されている。17世紀には集落はほとんどが廃墟となったが、町の地位は維持された。2000年にスロベニア下院により市としての地位が認められた。
1945年にクラコヴォの森で大量殺戮が行われた。スロベニアの隠された集団墓地委員会 (en) は第二次世界大戦時のスロベニアパルチザン (en) の犠牲者の集団墓地を発見している。